# Dody Satya Ekagustdiman
Dody Satya Ekagustdiman (* 1961 in Bandung) ist ein indonesischer Kacapi-Spieler und Komponist.

## Leben
Ekagustdiman wurde als Sohn des sundanesischen Musiktheoretikers Tatang Suryana (1934–1997) geboren. Von 1974 bis 1976 lernte er die Zither Kacapi bei Mang Koko und Tatang Koswara. Ab 1979 studierte er am SMKI-Konservatorium in Bandung. Von 1982 bis 1989 studierte er dann an der ASTI-Kunstakademie in Bandung und am STSI in Surakarta. Von 1992 bis 1994 studierte er mit einem DAAD-Stipendium bei Mesías Maiguashca und Mathias Spahlinger an der Hochschule für Musik Freiburg. 1994 wurde er Dozent in Bandung. 2003 wirkte er als Composer in Residence an der Victoria University of Wellington. Seine Musik wurde bei internationalen Festivals wie den Donaueschinger Musiktagen aufgeführt.

## Preise
- 1999: ACL Yoshiro IRINO Memorial Prize